# Stazione di Strausberg Nord
La stazione di Strausberg Nord si trova nella città di Strausberg nel circondario del Märkisch-Oderland ed è capolinea nord della linea S5 della S-Bahn di Berlino e della ferrovia Strausberg–Strausberg Nord.

## Storia
La Kasernierte Volkspolizei, predecessore della Nationale Volksarmee (NVA) della RDT, aveva trasferito la sua sede da Adlershof a Strausberg nel giugno del 1954. Poiché la stazione di Strausberg era molto a sud della città, fu costruita una diramazione che collegava la sede dell'esercito sita nel nord della città di Strausberg. Alla fine della linea fu costruita la stazione di Strausberg Nord, che entrò in funzione il 1º gennaio 1955. Il 3 giugno 1956 seguì, come per l'intero percorso, il collegamento alla rete elettrificata della S-Bahn di Berlino. Fino a quel momento si viaggiava sulla distanza, anche nel traffico passeggeri, con treni diesel.
Nei primi anni, i treni della S-Bahn transitavano tra Strausberg e Strausberg Nord. A causa di una lunga sezione a binario unico, Strausberg Nord poteva essere servita solo a intervalli di 40 minuti. Dal cambio di orario del dicembre 2015, la S-Bahn collega a Strausberg Nord con intervalli di 20 minuti. Il risultato è stato raggiunto con l'ampliamento a doppio binario tra la stazione di Strausberg e e quella di Hegermühle